# クリス・ウォルステンホルム
クリス・ウォルステンホルム（本名: Christopher Tony Wolstenholme、1978年12月2日 - ）は、イギリスのミュージシャン。1994年からミューズのベースを担当。イングランド・サウス・ヨークシャー出身。 

## 略歴
11歳の時にロザラム自治区からデヴォン州に移住。学生時代にはドラムを担当をしていたが、同じリハーサルスタジオで別のバンドのメンバーとして活動していたマシュー・ベラミー、ドミニク・ハワードと知り合う。ベラミー、ハワードのバンドからベーシストが脱退し、ベーシストへの転向を説得されてバンド「The Rocket Baby Dolls」を結成。同バンドで活動したのち、1994年にミューズに改名して本格的に活動を開始する。
ミューズの6枚目のアルバム『ザ・セカンド・ロウ〜熱力学第二法則』では「リキッド・ステイト」と「セイヴ・ミー」で作曲とリード・ヴォーカルを担当した。
2024年8月にソロ・プロジェクト「Chromes」の開始を発表し、シングル「Imaginary World」、「The Good Life」をリリースした。

## 特徴
ピックを使わずにフィンガー・ピッキングで演奏している。ミューズの多くの楽曲で中心的なモチーフとなっているベースラインを演奏しており、単にルート音を弾くのではなく、「ヒステリア」のようにしばしばリード的な役割を果たしている。なお、「ヒステリア」はMusicradarが発表した「史上最高のベースライン・トップ25」で1位を獲得している。

## 私生活
2003年12月に結婚し、妻との間に6人の子供が誕生。2010年4月にアイルランド・ダブリン県フォックスロックに移住。離婚を経て2018年12月に再婚。
ミューズの成功とともにアルコール依存症を患っていた。バンド活動に支障がなく、悪酔いするタイプでもなかったことからメンバーも悪化に気づいていなかったが、2008年にパニック発作を起こすようになり、断酒を決意した。

## 参加作品
- Moriaty「Bones」（2015年） - ベース[12]
- リック・パーフィット『Over and Out』（2018年）[13][14]